# L'Après
L'Après, acrònim de L'Associació per una República ecològica i social (en francès L'Association pour une République écologique et sociale) és un moviment polític francès d'esquerres fundat al 2024.

## Història
En gestació des de les eleccions europees, es va anunciar oficialment el 12 de juliol de 2024 a Bagnolet, pocs dies després de les eleccions legislatives. Va ser creat per iniciativa de diversos dissidents de La França Insubmisa, com Clémentine Autain, Alexis Corbière, Danielle Simonnet, Raquel Garrido, Hendrik Davi i Olivier Madaule. Entre els seus objectius, eren "cimentar el Nou Front Popular per canviar de política" i "permetre que la concentració de l'esquerra i els ecologistes creixi i  guanyi al país".
A les eleccions legislatives de 2024, quatre candidats del moviment van ser escollits, integrant-se en el Grup Ecologista i Social.
Posteriorment van impulsar converses amb diversos actors de l'esquerra francesa per unificar esforços, com l'Esquerra Democràtica i Social (GDS), Génération.s, o Junts!. Recentment, l'1 de febrer de 2025, el GDS va acordar integrar-se a L'Après.

## Resultats electorals

### Eleccions legislatives
| Any  | 1a volta | 1a volta | 2a volta | 2a volta | Escons  | +/- | Pos. |
| Any  | Vots     | %        | Vots     | %        | Escons  | +/- | Pos. |
| ---- | -------- | -------- | -------- | -------- | ------- | --- | ---- |
| 2024 | 79.385   | 0,24     | 84.178   | 0,29     | 4 / 577 | Nou | 13è  |